# Алфред Адлер
Алфред Адлер (на немски: Alfred Adler) е австрийски лекар и психотерапевт от еврейски произход, основател на индивидуалната психология. В сътрудничество със Зигмунд Фройд и малка група от Фройдовите колеги, Адлер е сред съоснователите на психоаналитичното движение. Той е първата важна фигура, който скъсва отношения с психоанализата и формира независимо училище по психотерапия и личностна теория. Това става след като Фройд решава, че идеите на Адлер са прекалена заплаха за неговите собствени усилия да толерира съвместното съществуване и издава ултиматум на всички членове на психоаналитичното общество (което той насочвал) да изоставят Адлер или да го изключат (Макари 2008).
Адлер повлиява на бележити фигури в последващите училища по психотерапия като Роло Мей, Виктор Франкъл, Ейбрахам Маслоу и Албърт Елис. Неговите писания предшестват и по това време биват изненадващо последователни с късните неофройдистки схващания, като например тези в работите на Карен Хорни, Хари Стек Съливан и Ерих Фром.

## Подходът на Адлер към личността
Книгата на Адлер „Über den nervösen Charakter“ („Невротичният характер“) очертава неговите ранни ключови идеи. Той обсъжда, че човешката личност може да бъде обяснена телеологически, отделни елементи са доминиращи от водещата цел за свой идеал на несъзнателното на индивида, за да превърне чувствата на малоценност в превъзходство (или по-скоро в пълноценност). Желанията на собствения идеал са спирани от социални и етически изисквания. Ако противодействащите фактори се пренебрегнат и индивида свръхкомпенсира, тогава ще се появи комплекс за малоценност, подхранвайки опасността за индивида да се превърне в егоцентричен, жаден за власт и агресивен или по-лошо. Общите терапевтични средства включват използването на хумор, исторически примери и парадоксални заповеди.
Адлер също прави първия сравнителен анализ на "поредността на раждането"като нещо, което оказва влияние на начина на живот, както и на  силните и слабите страни в психическото развитие на индивида. Той се фокусира върху процеса на "детронирането". Първоначално най-голямото дете се чувства като център на вниманието, но с появата на братята и сестрите, то е свалено от този "трон". Обратно най-малкото дете възприема братята и сестрите си като "фиксирани" и постоянно се стреми да заеме тяхната позиция. Тази идея е в основата на множество изследвания на личността. [Adler, A, (1932)]

### На български език
- Как да живеем, ИК "Здраве и щастие“, 2018, ISBN 9789548420815
- Неврозите, ИК „Здраве и щастие“, 2010, ISBN 9789549356892
- Наука за характера, ИК "Здраве и щастие“, 2008, ISBN 9789549356502
- Човекознание, ИК "Здраве и щастие“, 2007, ISBN 9789549356502
- За нервния характер, ИК "Здраве и щастие“, 2004, ISBN 9548099047
- Индивидуална психология: Практика и теория, том 2, ИК "Здраве и щастие“, 2001, ISBN 9548910012
- Индивидуална психология: Практика и теория, том 1, ИК "Здраве и щастие“, 2001, ISBN 9789549356925
- Възпитание на децата, ИК "Здраве и щастие“, 1998, ISBN 954-8099-13-6
- Смисълът на живота, ИК "Здраве и щастие“, 1998, ISBN 954-8099-19-5
- Смисълът на живота, Изд. ЕА, 1997
- Смисълът на живота, Изд. Европа
- Човекознание, Изд. Евразия, 1995